# بيكل بول
بيكل بول (بالإنجليزية: Pickleball)‏ هي رياضة تجمع بين عناصر الريشة الطائرة، كرة الطاولة وكرة المضرب. 2 أو 4 لاعبين يستخدمون مضارب مصنوعة من الخشب لضرب كرة بوليمر مثقبة عبر الشبكة. تلعب الرياضة في ملعب يتشابه مع ملعب الريشة الطائرة بينما الشبكة والقوانين تتشابه مع رياضة كرة المضرب مع بعض التعديلات. اخترعت الرياضة في منتصف عقد 1960.